# Jacob Schneider (Pädagoge)

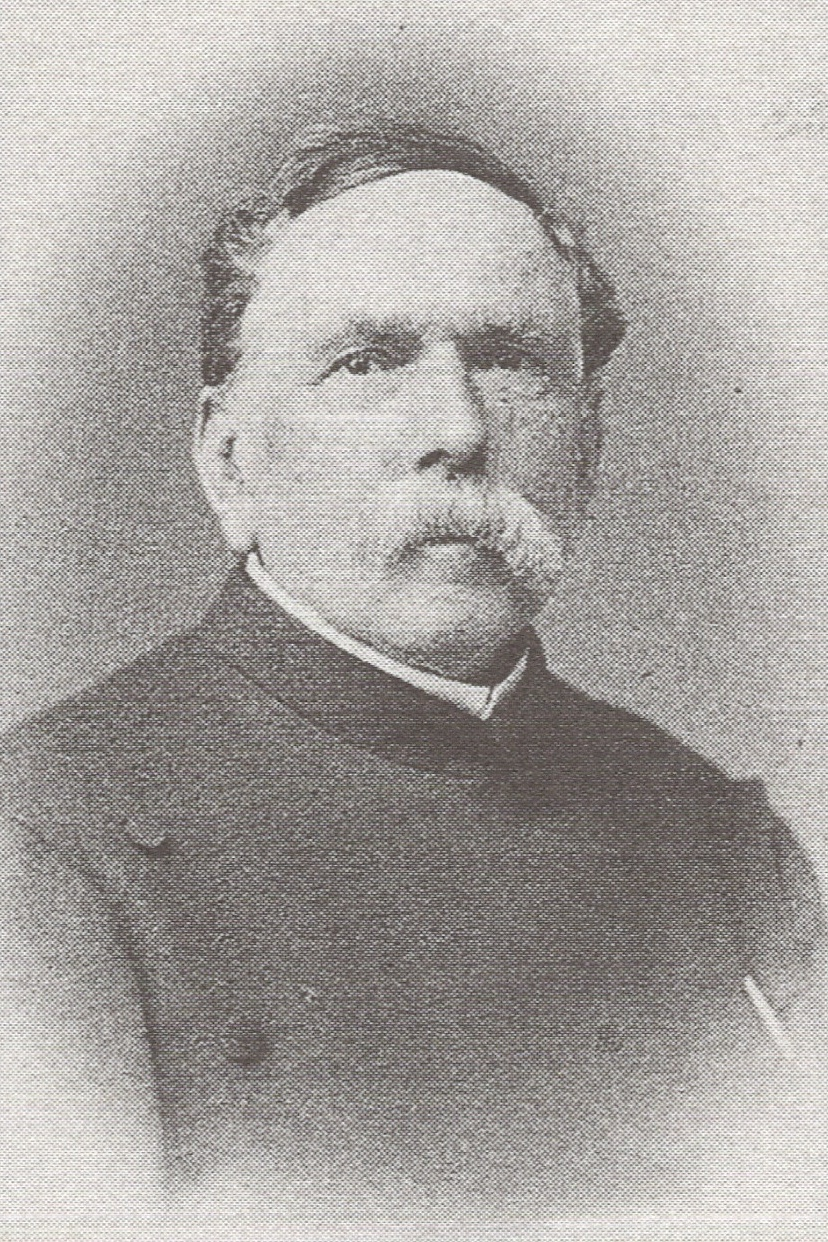
Jacob Schneider

Jacob Schneider (* 10. September 1818 in Trier; † 17. März 1898 in Kleve) war ein deutscher Pädagoge, Oberlehrer der Physik und der Mathematik ab 1840 in Trier, ab 1844 in Emmerich und von 1858 bis 1888 in Düsseldorf. Er verfasste verschiedene Abhandlungen zur Physik, Heimatkunde und Archäologie.
Schneider war Ritter des Roten Adlerordens vierter Klasse, Inhaber der Fürstlich-Hohenzollernschen Verdienstmedaille, Ritter des Ehrenkreuzes dritter Klasse des Fürstlich Hohenzollerschen Hausordens, Korrespondent der Königlichen Kommission zur Erforschung und Erhaltung der Kunstdenkmäler zu Berlin, Korrespondent des Kaiserlichen Deutschen Archäologischen Instituts zu Rom, Meister des freien Deutschen Hochstifts zu Frankfurt am Main, Ehrenmitglied des Königlich-Großherzoglichen Instituts zu Luxemburg, der Gesellschaft für nützliche Forschungen zu Trier, des Vereins der Geschichtsfreunde zu Rheinberg, des Düsseldorfer Geschichtsvereins und des Vereins zur Erforschung der rheinischen Geschichte und Alterthümer zu Mainz, auswärtiger Sekretär des Vereins von Alterthumsfreunden im Rheinlande, Mitglied der Gesellschaft für Rheinische Geschichtskunde, des historischen Vereins für den Niederrhein, des Bergischen Geschichtsvereins und des niederrheinischen Alterthumsvereins zu Xanten.
Zu seinen Interessensgebieten zählten unter anderem Heerwege und Handelswege sowie deren Absicherung zur Zeit der Römer in Germanien.

## Schriften
Altertumskunde
- Die Trümmer der sogenannten Langmauer. Ein Beitrag zur Alterthumskunde im Rheinlande. Mit einer colorierten Karte. Trier, 1843
- Das Kyllthal mit seinen nächsten Umgebungen. Nach geschichtlich-antiquarischem und naturhistorischem Bezuge und mit Rücksicht auf die Sagen dargestellt. Mit 1 Karte. Trier, 1843
- Beiträge zur Geschichte des römischen Befestigungswesens auf der linken Rheinseite, insbesondere der alten Befestigungen in den Vogesen mit Rücksicht auf das römische Fortificationswesen im südwestlichen Deutschland und im nordwestlichen. Frankreich. Mit einer topographischen Plane der Hohenburg und der Heidenmauer bei Straßburg. Trier, 1844
- Die alten Mauerwerke auf den Gebirgen der linken Moselseite. Ein Beitrag zur Alterthumskunde im Rheinlande. Trier, 1844
- Der Eltenberg und Montferland bei Emmerich. Ein Beitrag zur Geschichte des römischen Befestigungswesens auf der rechten Rheinseite. Mit zwei nach der natur gezeichneten Ansichten und zwei topographischen Plänen. Emmerich, 1845
- Der Monterberg und seine alterthümliche Umgebung. Ein Beitrag zur alten Geographie des Niederrheins. Mit 4 lithographischen Tafeln. Emmerich, 1851
- Neue Beiträge zur alten Geschichte und Geographie der Rheinlande. Schaub’sche Buchhandlung, Düsseldorf, 1860–1890
  - Heft 1: Die Rheinlandschaft von Nymwegen bis Xanten unter der Herrschaft der Römer. Nach den Quellenschriftstellern und eigenen Localforschungen dargestellt. 1860. Digitalisat
  - Heft 2: Der Kreis Rees unter den Römern. 1868. Digitalisat
  - Heft 3: Der Kreis Duisburg unter den Römern. Lokaluntersuchungen über die römischen Gränzwehren, Heerstraßen, Schanzen und sonstigen Alterthümer zwischen der Lippe und der Ruhr. 1871. Digitalisat
  - Heft 4: Lokalforschungen über die Denkmäler des Alterthums im Kreise Essen nebst Bericht über die alten Gränzwehren auf der rechten Rheinseite der Provinz Rheinpreußen. 1873. Digitalisat
  - Heft 5: Lokalforschungen über die alten Heerstraßen und Schanzen auf der rechten Rheinseite. 1874. Digitalisat
  - Heft 6: Lokalforschungen über die alten Denkmäler im Kreise Düsseldorf. 1874. Digitalisat
  - Heft 7: Lokalforschungen über die alten Grenzwehren und Schanzen auf der rechten Rheinseite der Provinz Rheinpreußen. 1876. Digitalisat
  - Heft 8: Lokalforschungen über die alten Heerstraßen und Schanzen auf der rechten Rheinseite der Provinz Rheinpreußen und in Westfalen. 1876. Digitalisat
  - Heft 9: Lokaluntersuchungen über die alten Denkmäler im Kreise Mettmann nebst Bericht über die Denkmäler des Alterthums auf der rechten Rheinseite der Provinz Rheinpreußen. 1877. Digitalisat
  - Heft 10: Lokalforschungen über das alte Grenzwehrsystem auf der rechten Rheinseite der Provinz Rheinpreußen und der Provinz Hessen-Nassau. 1877. Digitalisat
  - Heft 11: Die römischen Militärstraßen an der Lippe und das Kastell Aliso. 1878. Digitalisat
  - Heft 12: Der römische Pfahlgraben von der Wetter bis zum Main. 1879. Digitalisat
  - Heft 13: Über die alten Grenzwehren und Heerstraßen in Deutschland. 1880. Digitalisat
  - Heft 14: Die alten Gränzwehren (Landwehren) im Kreise Düsseldorf. 1890. Digitalisat
- Düsseldorf: Römische Heerstraßen im Kreise Gladbach.  In: Bonner Jahrbücher, Heft 60, Bonn 1877, S. 155–156, Miscellen 10.
- Die römischen Militärstrassen des linken Rheinufers. a. Von Cöln bis  Neuss. In: Bonner Jahrbücher, Heft 60, Bonn 1877, S. 1–12.
- Die römischen Militärstrassen des linken Rheinufers. c. Von Cöln bis Bingen. In: Bonner Jahrbücher, Heft 63, Bonn 1878, S. 1–16.
- Die römischen Militärstrassen des linken Rheinufers. e. Von Xanten bis Nymwegen. In: Bonner Jahrbücher, Heft 72, Bonn 1882, S. 54–58 (Digitalisat).
- Die römischen Militärstrassen des linken Rheinufers. h. Von Worms bis Basel. In: Bonner Jahrbücher, Heft 75, Bonn 1883, S. 30–37.
- Römische Heerstrassen zwischen Maas und Rhein. (Schluss.) In: Bonner Jahrbücher, Heft 66, Bonn 1879, S. 1–7.
- Heerstraßen. In: Monatsschrift für die Geschichte Westdeutschlands mit besonderer Berücksichtigung der Rheinlande und Westfalens. Band 5, Trier 1879,  S. 513–530.
- Xanten. In: Monatsschrift für die Geschichte Westdeutschlands mit besonderer Berücksichtigung der Rheinlande und Westfalens. Band 7, Trier 1881; Teil I, S. 87–90; Teil II, S. 324–333; Teil III, S. 380–391.
- Neue Forschungen über die Römerstrassen zwischen Maas und Rhein. In: Bonner Jahrbücher, Heft 76, Bonn 1883, S. 20–27.
- Zu den Ausgrabungen bei Xanten. In: Bonner Jahrbücher, Heft 76, Bonn 1883, S. 27–30.
- Neue Forschungen über die Römerstrassen auf der linken Rhein- und Moselseite. In: Bonner Jahrbücher, Heft 78, Bonn 1884, S. 1–6.
- Die alten Heer- und Handelswege der Germanen, Römer und Franken im deutschen Reiche. Düsseldorf: Bagel, 1882 – 1894 (Digitalisat)
  - Heft 1: Mit den Kapiteln 1. Der römische Heer- und Handelsweg vom Mittelmeer (bei Marseille) bis zur Wesermündung. 2. Der römische Heerweg vom Rheine bei Xanten in der Richtung nach der Weser. 3. Der römische Heerweg von der niederländischen Grenze bei Hauberg bis zur Weser bei Höxter. 4. Die römischen Itinerarien.  Mit 1 Karte, 1882 (Digitalisat)
  - Heft 2: Mit den Kapiteln 1. Der römische Heerweg über Meppen in östlicher Richtung nach der Weser. 2. Der alte Heer- und Handelsweg von der Emsmündung in südöstlicher Richtung nach der Donau. 3. Die römischen Itinerarien. 1884 (Digitalisat)
  - Heft 3: Mit den Kapiteln 1. Der römische Heerweg des rechten Rheinufers von Basel bis Utrecht. 2. 1884 (Digitalisat)
  - Heft 4: Mit den Kapiteln 1. Die prähistorischen Rheinstraßen von Basel bis zum Niederrhein. 2. Der römische Heerweg von der Zuidersee in östlicher Richtung bis zur Elbe. 3. Die römischen Itinerarien. Mit 1 Karte, 1885 (Digitalisat)
  - Heft 5: Das römische Straßennetz in dem nördlichen Theile der Rheinprovinz (Regierungsbezirk Düsseldorf, Köln und Aachen) und den angrenzenden Landestheilen. 1886 (Digitalisat)
  - Heft 6: Vorgeschichtliche Handels- und Verkehrswege. 1888 (Digitalisat)
  - Heft 7: Die ältesten Wege mit ihren Denkmälern im Kreise Düsseldorf. Mit 1 Karte, Düsseldorf, 1889 (Digitalisat)
  - Heft 8: Mit den Kapiteln 1. Der römische Heerweg des rechten Lippeufers in seiner Fortsetzung bis zur Weser. 2. Die römischen Itinerarien. Mit 3 Karten, Düsseldorf, 1890
  - Heft 9: Die ältesten Wege im nordwestlichen Deutschland zwischen Rhein und Elbe. Mit 1 Karte, Düsseldorf, 1890 (Digitalisat)
  - Heft 10: Das römische Straßennetz in dem mittleren Theile der Rheinprovinz und die römischen Itinerarien. Mit 2 Karten, Frankfurt am Main, 1894
- Uebersicht der Lokalforschungen in Westdeutschland bis zur Elbe: vom Jahre 1841 bis zum Jahre 1891. Düsseldorf: Nagel, 1891

Physik
- De figuris electricis. Dissertatio… una cum adiectis thesibus. Dissertation an der Universität Bonn. Bonn: Georgi, 1840
- Ueber electrische Figuren, mit Rücksicht auf verwandte Erscheinungen des electrischen und magnetischen Gewitters. Emmerich, 1856
- Experimental-Untersuchungen über Tonschwingungen durch Wärme. Düsseldorf, 1866
- Ueber die gegenseitiger Berührung von Körpern verschiedener Temperatur entstehenden Klangfiguren. Düsseldorf, 1860